# مارکوس رودن
مارکوس رودن (سوئدی: Marcus Rohdén؛ زادهٔ ۱۱ مهٔ ۱۹۹۱) بازیکن فوتبال اهل سوئد است.
از باشگاه‌هایی که در آن بازی کرده‌است می‌توان به الفسبوری و کروتونه اشاره کرد.
وی همچنین در تیم ملی فوتبال سوئد بازی کرده‌است.